# 엘리스는 이제 여기 살지 않는다
《엘리스는 이제 여기 살지 않는다》(영어: Alice Doesn't Live Here Anymore)는 1974년 공개된 미국의 로맨틱 코미디 드라마 영화이다. 마틴 스코세이지가 감독을 맡았다. 1976년 제29회 영국 아카데미 영화상에서 작품상, 각본상, 여우 주연상(엘런 버스틴), 여우 조연상(다이앤 래드)을 수상하였다. 버스틴은 제47회 아카데미상에서도 여우 주연상을 받았다.

## 줄거리
소코로에서 코카콜라 배달원인 앨리스 하이엇의 남편 도널드가 교통사고로 사망한다. 가수였던 앨리스는 대부분의 소유물을 팔고, 아들 토미를 데리고 어린 시절 살던 몬터레이로 가서 도널드와 결혼하면서 포기했던 가수 경력을 다시 시작하려 한다.
재정 상황 때문에 그들은 피닉스에서 임시 거처를 잡고, 앨리스는 라운지 가수로 일자리를 찾는다. 그녀는 자신을 유혹하는 연하의 미혼 남성 벤을 만나 성적인 관계를 맺지만, 그의 아내 리타가 앨리스를 찾아오면서 관계는 급작스럽게 끝난다. 벤은 리타가 있는 동안 앨리스의 아파트에 침입해 앨리스 앞에서 리타를 폭행한다. 그는 또한 앨리스를 위협하고 아파트를 부순다. 자신들의 안전을 우려한 앨리스와 토미는 급히 마을을 떠난다.
탈출에 남은 얼마 안 되는 돈을 대부분 써버린 앨리스는 투손의 멜이 소유한 지역 식당에서 웨이트리스로 일자리를 얻는다. 그곳에서 그녀는 동료 웨이트리스들—독립적이고, 단호하며, 솔직한 플로와 조용하고, 소심하며, 서투른 베라—와 유대감을 형성하고, 이혼한 지역 목장주 데이비드를 만난다. 그는 앨리스에게 빠르게 매료되지만, 앨리스는 또 다른 관계를 시작하는 것을 조심스러워한다. 그러나 데이비드가 토미와 아버지 같은 관계를 맺으면서 앨리스는 그에게 마음을 열기 시작한다.
데이비드가 토미를 훈육하기 위해 물리력을 사용하면서 그들의 관계는 위협받는다. 앨리스는 여전히 몬터레이로 가는 것을 꿈꾸지만, 그들은 화해한다. 데이비드는 자신의 목장을 팔고 몬터레이로 이사하겠다고 제안하지만, 결국 앨리스는 그와 함께 투손에 머물기로 결정한다.

## 출연진
- 엘런 버스틴
- 앨프리드 러터
- 크리스 크리스토퍼슨
- 하비 카이텔
- 다이앤 래드
- 밸러리 커틴
- 빅 테이백
- 조디 포스터
- 해리 노섭
- 마틴 스코세이지
- 로라 던

## 기타 제작진
- 협력 제작: 샌드라 와인트라우브
- 미술: 토비 카 레이펄슨